# Голяев, Сергей Николаевич
Серге́й Никола́евич Голя́ев (3 ноября 1981, Ленинград) — российский боец смешанного стиля, выступает на профессиональном уровне начиная с 2001 года, один из первых российских бойцов ММА лёгкого веса. Известен по участию в турнирах организации M-1 Global и нескольких менее значимых промоушенов. Двукратный чемпион России по тайскому боксу среди профессионалов.

## Биография
Сергей Голяев родился 3 ноября 1981 года в Ленинграде. Активно заниматься единоборствами начал уже в возрасте девяти лет, в основном практиковал тайский бокс, с четырнадцати лет дополнительно осваивал карате, несколько раз выступал на соревнованиях по боевому самбо. В 2000 и 2001 годах становился чемпионом России по тайскому боксу среди профессионалов, также был чемпионом Северо-Западного федерального округа и чемпионом Санкт-Петербурга.
В смешанных единоборствах на профессиональном уровне дебютировал в 2001 году, присоединившись к бойцовскому клубу Action Force и подписав долгосрочный контракт с крупной европейской организацией M-1 Global. В течение последующих лет провёл несколько удачных поединков, помимо России ездил также на турниры в Голландию и США. Наиболее значимые соперники в этот период — соотечественник Юрий Ивлев и американец Рич Клементи — первому Голяев проиграл болевым приёмом «рычаг локтя», второму удушающим приёмом «треугольник».
Несмотря на ряд поражений, Сергей Голяев продолжал активно участвовать в различных турнирах и в 2008 году получил приглашение от японского промоушена World Victory Road встретиться с молодым проспектом Таканори Гоми, японец считался яным фаворитом в этом бою, входил в десятку сильнейших бойцов лёгкого веса, но Голяев контролировал ход всего поединка и в итоге одержал победу раздельным решением судей. Порталом Sherdog этот бой был признан «главным разочарованием 2008 года». Позже в следующем году Голяев провёл ещё один бой в Японии, против другого японца Эйдзи Мицуоки, и на сей раз проиграл сдачей, попавшись в первом раунде на рычаг локтя.
Впоследствии Голяев продолжил карьеру бойца, провёл несколько удачных поединков на родине, в частности раздельным судейским решением победил белоруса Артёма Дамковского, за двадцать секунд первого раунда нокаутировал словака Ивана Бухингера, будущего чемпиона M-1 Challenge в полулёгком весе. Затем последовала серия из трёх поражений подряд: проигрыш «кимурой» канадцу Джону Алессио, единогласным решением судей россиянину Руслану Келехсаеву и удушающим приёмом сзади другому россиянину Олегу Багову.
В период 2011—2012 Голяев сделал серию из шести побед подряд, хотя его оппонентами при этом были не самые сильные бойцы. После полуторалетнего перерыва в апреле 2014 года вернулся в большой спорт и провёл матч-реванш со словаком Бухингером, на сей раз проиграл ему в середине первого раунда удушающим приёмом сзади.

## Статистика в ММА
| Результат | Рекорд | Соперник            | Способ                                | Турнир                                   | Дата             | Раунд | Время | Место                   | Примечание |
| --------- | ------ | ------------------- | ------------------------------------- | ---------------------------------------- | ---------------- | ----- | ----- | ----------------------- | ---------- |
| Поражение | 23-11  | Иван Бухингер       | Удушение сзади                        | M-1 Challenge 47                         | 4 апреля 2014    | 1     | 2:30  | Оренбург, Россия        |            |
| Победа    | 23-10  | Актылек Джумабекулы | Технический нокаут ударами руками     | SVS MMA Кубок содружества 2012           | 8 декабря 2012   | 2     | 1:55  | Новосибирск, Россия     |            |
| Победа    | 22-10  | Куат Хамитов        | Удушающий приём «треугольник» руками  | Bushido Lithuania: vol. 51               | 8 июня 2012      | 2     | 0:36  | Астана, Казахстан       |            |
| Победа    | 21-10  | Отт Тыниссаар       | Болевой приём рычаг локтя             | Lion's Fights 1: The Beginning           | 3 марта 2012     | 1     | 1:37  | Санкт-Петербург, Россия |            |
| Победа    | 20-10  | Джамшед Мавлонов    | Технический нокаут (остановка врачом) | Лига боевого самбо: Кубок Исмаила Сомани | 20 января 2012   | 1     | 1:02  | Душанбе, Таджикистан    |            |
| Победа    | 19-10  | Рамон Диас          | Нокаут ударом рукой                   | Лига S-70: Sambo 70 vs. Spain            | 21 апреля 2011   | 2     | 3:40  | Москва, Россия          |            |
| Победа    | 18-10  | Эдуард Пестрак      | Болевой приём замок ахилла            | Турнир «Новый порядок»                   | 9 апреля 2011    | 1     | 2:21  | Гатчина, Россия         |            |
| Поражение | 17-10  | Али Багов           | Удушение сзади                        | ProFC: Union Nation Cup 11               | 25 декабря 2010  | 1     | 4:54  | Бобруйск, Белоруссия    |            |
| Поражение | 17-9   | Руслан Келехсаев    | Единогласное решение судей            | Draka: Кубок губернатора 2010            | 18 декабря 2010  | 2     | 5:00  | Хабаровск, Россия       |            |
| Поражение | 17-8   | Джон Алессио        | Болевой приём «кимура»                | United Glory 12                          | 16 октября 2010  | 2     | 1:51  | Амстердам, Нидерланды   |            |
| Победа    | 17-7   | Иван Бухингер       | Нокаут ударом рукой                   | APF: Azerbaijan vs. Europe               | 22 мая 2010      | 1     | 0:20  | Баку, Азербайджан       |            |
| Победа    | 16-7   | Артём Дамковский    | Раздельное решение судей              | Bushido FC: Legends                      | 28 ноября 2009   | 3     | 5:00  | Санкт-Петербург, Россия |            |
| Победа    | 15-7   | Дэнни ван Берген    | Технический нокаут ударами руками     | Bushido FC: Legends                      | 28 ноября 2009   | 1     | 4:57  | Санкт-Петербург, Россия |            |
| Победа    | 14-7   | Шамиль Загиров      | Болевой приём рычаг локтя             | ProFC: Union Nation Cup 2                | 25 сентября 2009 | 1     | 2:30  | Ростов-на-Дону, Россия  |            |
| Поражение | 13-7   | Эйдзи Мицуока       | Болевой приём рычаг локтя             | Sengoku no Ran 2009                      | 4 января 2009    | 1     | 4:22  | Сайтама, Япония         |            |
| Победа    | 13-6   | Таканори Гоми       | Раздельное решение судей              | World Victory Road Presents: Sengoku 6   | 1 ноября 2008    | 3     | 5:00  | Сайтама, Япония         |            |
| Победа    | 12-6   | Александр Долишний  | Технический нокаут ударами руками     | Shooto Russia: Against the War           | 26 сентября 2008 | 2     | 2:20  | Санкт-Петербург, Россия |            |
| Победа    | 11-6   | Владимир Сорока     | Решение судей                         | Огонь Пересвита                          | 2 декабря 2006   | 2     | 5:00  | Киев, Украина           |            |
| Победа    | 10-6   | Томас Хиттен        | Единогласное решение судей            | Zst: Prestige                            | 23 сентября 2006 | 3     | 5:00  | Турку, Финляндия        |            |
| Победа    | 9-6    | Рустам Кураев       | Болевой приём рычаг локтя             | M-1 MFC: New Blood                       | 1 октября 2005   | 1     | 2:40  | Санкт-Петербург, Россия |            |
| Поражение | 8-6    | Курт Пеллегрино     | Удушающий приём «треугольник» руками  | Euphoria: USA vs. Russia                 | 14 мая 2005      | 1     | 3:24  | Атлантик-Сити, США      |            |
| Поражение | 8-5    | Фурдьель де Виндт   | Удушение сзади                        | Jaap Edenhal: Holland vs Russia          | 24 апреля 2005   | 3     | N/a   | Нидерланды              |            |
| Победа    | 8-4    | Павел Леско         | Болевой приём рычаг локтя             | M-1 MFC: International Fight Night       | 5 февраля 2005   | 1     | 2:15  | Санкт-Петербург, Россия |            |
| Победа    | 7-4    | Саид Халилов        | Удушающий приём «треугольник»         | M-1 MFC: Heavyweight GP                  | 4 декабря 2004   | 1     | 1:14  | Москва, Россия          |            |
| Поражение | 6-4    | Йоаким Хансен       | Удушение сзади                        | Euphoria: Road to the Titles             | 15 октября 2004  | 1     | 3:24  | Атлантик-Сити, США      |            |
| Победа    | 6-3    | Дмитрий Мегробян    | Удушающий приём «треугольник»         | M-1 MFC: Mix-Fight                       | 21 мая 2004      | 0     | 0:00  | Санкт-Петербург, Россия |            |
| Поражение | 5-3    | Рич Клементи        | Удушающий приём «треугольник»         | Euphoria: Russia vs USA                  | 13 марта 2004    | 2     | 3:43  | Атлантик-Сити, США      |            |
| Поражение | 5-2    | Юрий Ивлев          | Болевой приём рычаг локтя             | M-1 MFC: Russia vs. the World 6          | 10 октября 2003  | 1     | 2:35  | Москва, Россия          |            |
| Победа    | 5-1    | Сергей Пашенко      | Единогласное решение судей            | M-1 MFC: Russia vs. Ukraine              | 17 июня 2003     | 2     | 5:00  | Санкт-Петербург, Россия |            |
| Победа    | 4-1    | Магомед Химелов     | Болевой приём замок руки              | M-1 MFC: Russia vs. the World 5          | 6 апреля 2003    | 1     | 1:43  | Санкт-Петербург, Россия |            |
| Победа    | 3-1    | Сергей Бецкий       | Болевой приём рычаг локтя             | M-1 MFC: Russia vs. the World 5          | 6 апреля 2003    | 1     | 1:43  | Санкт-Петербург, Россия |            |
| Поражение | 2-1    | Колин Мансур        | Решение судей                         | FFH: Free Fight Explosion 2              | 23 июня 2002     | 2     | 5:00  | Бевервейк, Нидерланды   |            |
| Победа    | 2-0    | Расим Касумов       | Удушающий приём «треугольник»         | M-1 MFC: Exclusive Fight Night 3         | 27 сентября 2001 | 1     | 2:45  | Санкт-Петербург, Россия |            |
| Победа    | 1-0    | Матвей Перешивайло  | Болевой приём рычаг локтя             | M-1 MFC: Exclusive Fight Night 2         | 28 июня 2001     | 1     | 2:10  | Санкт-Петербург, Россия |            |